# Markesan
Markesan is een plaats (city) in de Amerikaanse staat Wisconsin, en valt bestuurlijk gezien onder Green Lake County.

## Demografie
Bij de volkstelling in 2000 werd het aantal inwoners vastgesteld op 1396. In 2006 is het aantal inwoners door het United States Census Bureau geschat op 1340, een daling van 56 (-4,0%).

## Geografie
Volgens het United States Census Bureau beslaat de plaats een oppervlakte van 6,1 km², geheel bestaande uit land. Markesan ligt op ongeveer 260 m boven zeeniveau.

## Plaatsen in de nabije omgeving
De onderstaande figuur toont nabijgelegen plaatsen in een straal van 16 km rond Markesan.